# قائمة مدن الشرق الأدنى القديم
كانت أقدم المدن في التاريخ تقع في الشرق الأدنى القديم، وهي المنطقة التي تغطي تقريبًا منطقة الشرق الأوسط الحديث، حيث بدأ تاريخها في الألفية الرابعة قبل الميلاد وانتهى، اعتمادًا على تفسير المصطلح، إما بغزو الإمبراطورية الأخمينية في القرن السادس قبل الميلاد أو بغزو الإسكندر الأكبر في القرن الرابع قبل الميلاد.

كانت كبرى المدن في الشرق الأدنى في العصر البرونزي تضم عشرات الآلاف من السكان. كانت ممفيس في أوائل العصر البرونزي تضم ما يقرب من 30 ألف نسمة، وكانت تعتبر أكبر مدينة في ذلك الوقت. أما عدد سكان أور في العصر البرونزي المتوسط كان يقدر بنحو 65 ألف نسمة. وبالمثل، كان لسكان بابل في أواخر العصر البرونزي عدد سكان يتراوح بين خمسون ألفاً وستون ألف نسمة، في حين كان لدىنينوى عدد سكان يتراوح بين عشرين ألف وثلاثين ألف نسمة، ليصل إلى مائة ألف فقط في العصر الحديدي (حوالي 700 قبل الميلاد).

في الكتابة الإملائية الأكادية والحثية، أصبحت URU𒌷 علامة تحديد تشير إلى مدينة، أو مجتمعة مع KUR𒆳 "أرض" المملكة أو المنطقة التي تسيطر عليها مدينة، على سبيل المثال 𒄡𒆳𒌷𒄩𒀜𒌅𒊭 LUGAL KUR URUHa-at-ti "ملك بلد (مدينة) هاتي". تُستخدم العلامة KI 𒆠 بعد أسماء الأماكن (الأسماء الجغرافية) في كل من السومرية والأكادية.

## بلاد ما بين النهرين

### أدنىبلاد ما بين النهرين
(مرتبة من الشمال إلى الجنوب) 
- شنونة ( تل أسمر)
- دور كوريكالزو (عقرقوف)
- تل حداد
- تل أغرب
- تل حرمل
- أخبر اشخالي
- دينياتوم
- خفاجة
- أوبيس; أكشاك)
- دير
- سيبار  ( تل أبو حبيبة )
- سيبار أمنانوم
- كوثا  (تل إبراهيم)
- (جمدة نصر)
- كيش
- بابل
- أكد (موقع غير مؤكد)
- بورسيبا (برس نمرود)
- مشكان - شبير
- دلبات
- نيبور (عفك)
- ماراد (تل وانات الصدوم)
- أداب (تل بسماية)
- إيسن
- كيشورا (تل أبو حطب)
- شوروباك (تل فارا)
- باد تيبيرا (تل المدينة)
- زابالا
- أوما ( تل جوخا)
- جيرسو
- لجش (تل الهبة)
- تل عقير
- الوركاء
- لارسا
- أور
- كوارا
- إريدو (تل أبو شهرين)
- تل العبيد

### أعلىبلاد ما بين النهرين

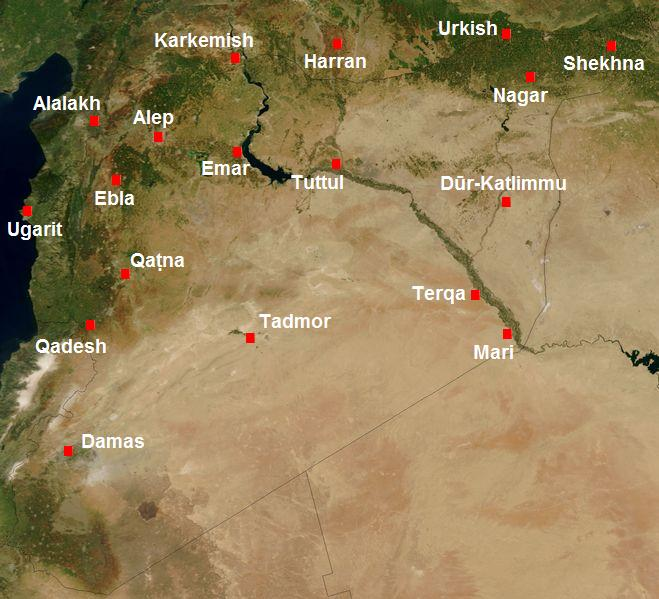
خريطة سوريا في الألفية الثانية قبل الميلاد

(مرتبة من الشمال إلى الجنوب)
- أورفة
- كهف شاندر
- أوركيش (تل موزان)
- شباط أونليل (تل ليلان)